# Читола (Салерно)
Читола је насеље у Италији у округу Салерно, региону Кампанија.
Према процени из 2011. у насељу је живело 102 становника. Насеље се налази на надморској висини од 234 м.